# Обильний (Волгоградська область)
Обильний (рос. Обильный) — селище в Іловлінському районі Волгоградської області Російської Федерації.
Населення становить 86 осіб. Входить до складу муніципального утворення Медведевське сільське поселення.

## Історія
Селище розташоване у межах українського історичного та культурного регіону Жовтий Клин.
Від 1965 року належить до Іловлінського району.

## Населення
| 2010 |
| ---- |
| 86   |